# Atracis maculipennis
Atracis maculipennis är en insektsart som först beskrevs av Victor Lallemand 1939.  Atracis maculipennis ingår i släktet Atracis och familjen Flatidae. Inga underarter finns listade i Catalogue of Life.